# أميلكار كابرال
أميلكار كابرال (بالإسبانية: Amílcar Lopes da Costa Cabral)، كان واحدًا من أبرز قادة إفريقيا الذين حاربوا ضد الاستعمار.
قاد كابرال الحركة القومية لغينيا بيساو وجزر الرأس الأخضر والحرب التي تلت ذلك الاستقلال في غينيا بيساو. وقد اغتيل في 20 يناير 1973، أي قبل ثمانية أشهر من إعلان غينيا - بيساو الاستقلال من طرف واحد. على الرغم من أنه ليس ماركسيًا،  إلا أنه تأثر بعمق الماركسية، وأصبح مصدر إلهام للثوار الاشتراكيين وحركات الاستقلال الوطني في جميع أنحاء العالم.

## السنوات المبكرة

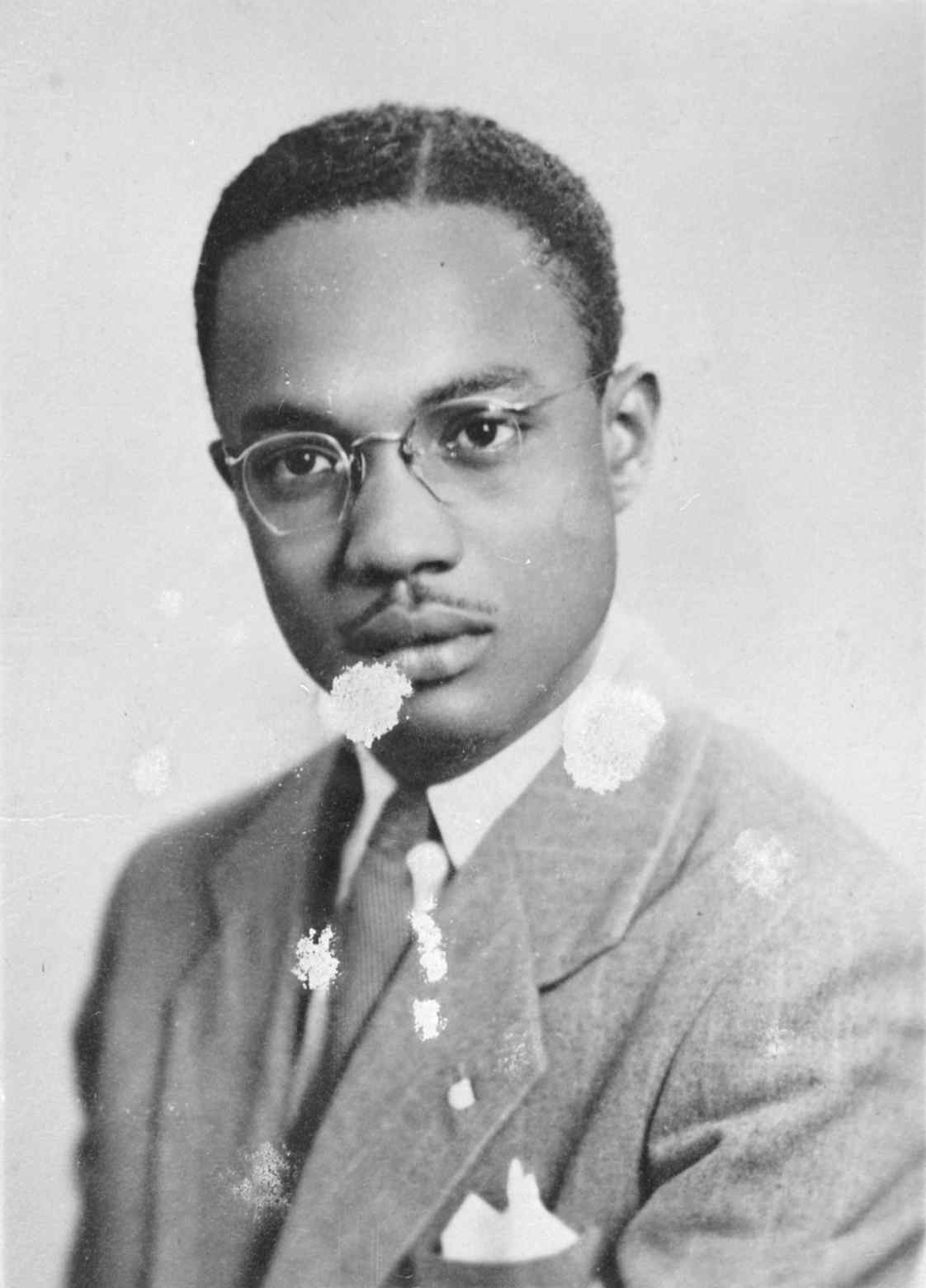
أمليكار كابرال عام 1948

ولد كابرال في 12 سبتمبر 1924 فيبافاتا، غينيا بيساو، لأبوين من الرأس الأخضر، جوفينال أنتونيو لوبيز دا كوستا كابرال وإيفا بينيل إيفورا، وكلاهما من سانتياغو، كاب فيردي. جاء والده من عائلة ثرية تملك الكثير من الأراضي. كانت والدته مالكة متجر وعاملة في الفنادق من أجل إعالة أسرتها، خاصة بعد انفصالها عن والد أميلكار بحلول عام 1929. ولم تكن أسرتها في حالة جيدة، لذلك لم تتمكن من متابعة التعليم العالي.
تلقى أميلكار تعليمه في (المدرسة الإيطالية) (مدرسة ثانوية) Gil Eanes في مدينة منديلو، الرأس الأخضر، ثم في المعهد العالي للزراعة، في لشبونة (عاصمة البرتغال، التي كانت آنذاك السلطة الاستعمارية الحاكمة على غينيا بيساو والرأس الأخضر. في حين أن أحد الطلاب في مجال الهندسة الزراعية في لشبونة، أسس حركات طلابية مكرسة لمعارضة ديكتاتورية الحكم في البرتغال وتعزيز قضية الاستقلال للمستعمرات البرتغالية في أفريقيا.
عاد إلى أفريقيا في الخمسينات من القرن الماضي، وكان له دور أساسي في تعزيز أسباب الاستقلال للمستعمرات البرتغالية آنذاك. (في 1956) كان مؤسس الحزب الأفريقي لاستقلال غينيا والرأس الأخضر أو  Partido Africano da Independência da Guiné e Cabo Verde  (البرتغالية لـ «الحزب الإفريقي لاستقلال غينيا والرأس الأخضر») وأحد مؤسسي الحركة الشعبية لتحرير أنغولا (MPLA) (في وقت لاحق من نفس العام)، جنبا إلى جنب مع أغوستينيو نيتو، الذين التقى بهم في البرتغال، وغيرهم من الوطنيين الأنغوليين وهو شقيق لويس كابرال

## الحرب من أجل الاستقلال

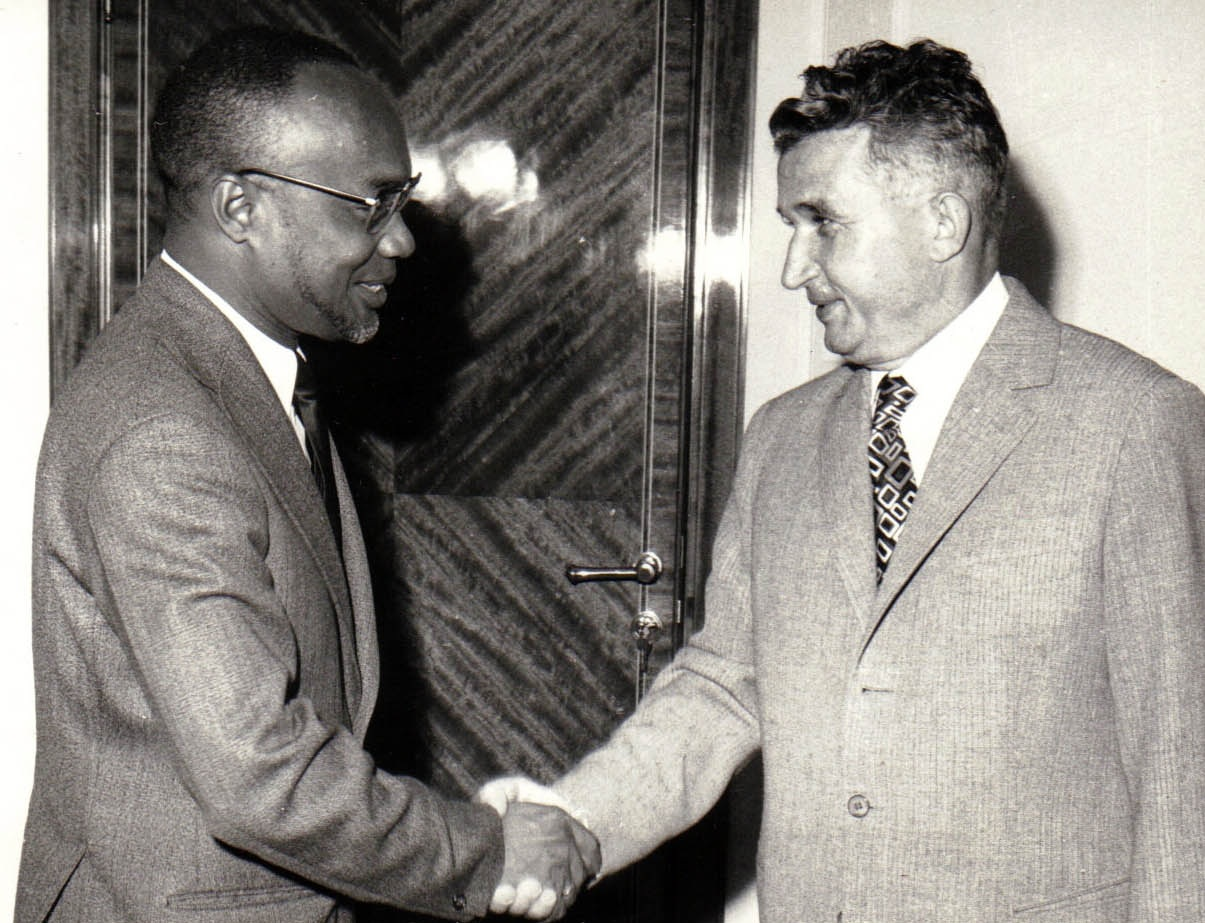
أميلكار كابرال

من عام 1963 إلى اغتياله في عام 1973، قاد كابرال حركة العصابات للحزب الأفريقي (في غينيا البرتغالية) ضد الحكومة البرتغالية، التي تطورت لتصبح واحدة من أنجح حروب الاستقلال في التاريخ الأفريقي الحديث. كان هدف الصراع تحقيق الاستقلال لكل من غينيا البرتغالية والرأس الأخضر. على مدار النزاع، عندما استولت الحركة على الأراضي من البرتغاليين، أصبح كابرال الزعيم الفعلي لجزء كبير من غينيا بيساو.
استعدادًا لحرب الاستقلال، أقام كابرال معسكرات تدريب في غانا بإذن من كوامي نكروما قام كابرال بتدريب مساعديه من خلال تقنيات مختلفة، بما في ذلك المحادثات الوهمية لتزويدهم بمهارات تواصل فعالة من شأنها أن تساعد جهودهم لتعبئة زعماء القبائل الغينية لدعم الحزب. أدرك كابرال أن المجهود الحربي يمكن أن يستمر فقط إذا كان يمكن إطعام قواته وتعليمه العيش خارج الأرض إلى جانب أكبر عدد من السكان. كونه مهندس زراعي، قام بتعليم قواته لتعليم مزارعي المحاصيل المحليين تقنيات زراعية أفضل، حتى يتمكنوا من زيادة الإنتاجية والقدرة على إطعام أسرهم وقبائلهم، وكذلك الجنود المجندين في الجناح العسكري للحزب. عندما لا يقاتل، كان جنود PAIGC يحرثون الحقول إلى جانب السكان المحليين.
كما أقام كابرال وPAIGC نظام سوق التجارة والمقايضة الذي انتقل في جميع أنحاء البلاد وجعل السلع الأساسية المتاحة للريف بأسعار أقل من تلك التي يملكها أصحاب المتاجر الاستعمارية. خلال الحرب، أنشأ كابرال أيضا مستشفى متنقل ومحطة فرز لإعطاء الرعاية الطبية للجنود المصابين PAIGC ورعاية نوعية الحياة إلى أكبر عدد من السكان، والاعتماد على الإمدادات الطبية المكتسبة من الاتحاد السوفياتي والسويد. كانت البازارات ومحطات الفرز أولًا ثابتة، حتى تعرضوا لهجمات متكررة من قوات النظام البرتغالي.

## الإغتيال والموت
في عام 1972، بدأ كابرال في تشكيل مجلس الشعب استعدادًا لاستقلال غينيا بيساو، ولكن منافس الثيغي السابق في الحزب الثوري الوطني الأفغاني، إينوسينسيو كاني، ومعه عضو آخر في PAIGC، أطلقوا النار عليه وقتلوه في 20 يناير 1973 في كوناكري، غينيا. كانت الخطة المحتملة هي اعتقال كابرال (ربما للحكم عليه بإيجاز، لاحقًا)، ولكن في مواجهة المقاومة السلمية لكابرال، قاموا بقتله على الفور.
ووفقاً لبعض النظريات، أراد وكلاء برتغاليون في PIDE، الذين ساءت خططهم المزعومة في نهاية المطاف، التأثير على منافسي كابرال من خلال عملاء يعملون داخل الحزب، على أمل إلقاء القبض على كابرال ووضعه تحت رعاية السلطات البرتغالية. وهناك نظرية أخرى تدعي أن أحمد سيكو توريه، الذي كان يشعر بالغيرة من مكانة كابرال الدولية، ومن دوافع أخرى، قام بتنظيم المؤامرة؛ كلا النظريتين لا تزال غير مثبتة ومثيرة للجدل.
بعد الاغتيال، تم إعدام ما يقرب من مائة من الضباط وجنود حرب العصابات من PAIGC، متهمين بالتورط في المؤامرة التي أسفرت عن مقتل أميلكار كابرال ومحاولة الاستيلاء على السلطة في الحركة، على الفور. وأصبح أخوه غير الشقيق، لويس كابرال، زعيما لفرع غينيا بيساو في الحزب وأصبح في نهاية المطاف رئيس غينيا بيساو.
ويشير تقرير صادر عن وزارة الخارجية الأمريكية إلى أن دوافع اغتياله غير واضحة، لكنها قد تكون مرتبطة «بعلاقة بين المولاتو من جزر الرأس الأخضر والأفارقة من البر الرئيسي.» تم اغتيال كابرال قبل استقلال المستعمرات البرتغالية في أفريقيا، وتوفي بالتالي قبل أن يتمكن من رؤية أوطانه من كابو فيردي وغينيا بيساو تستقل من البرتغال.

## كتاباته
Cabral, Amilcar. Resistance and Decolonization. Translated by Dan Wood. Rowman & Littlefield International, 2016.
Cabral, Amilcar. Return to the Source: Selected Speeches of Amilcar Cabral. Monthly Review Press, 1973.
Cabral, Amilcar. Unity and Struggle: Speeches and Writings of Amilcar Cabral. Monthly Review Press, 1979.

## Further reading
- Abdel Malek, Karine, "Le processus d'accès à l'indépendance de la Guinée-Bissau.", In : Bulletin de l'Association des Anciens Elèves de l'Institut National de Langues et de Cultures Orientales, N°1, Avril 1998. - pp. 53–60
- Bienen، Henry (1977). "State and Revolution: The Work of Amilcar Cabral". Journal of Modern African Studies. ج. 15 ع. 4: 555–568.
- Chabal, Patrick  [لغات أخرى]‏. Amilcar Cabral: Revolutionary Leadership and People's War. New York and Cambridge, U.K.: مطبعة جامعة كامبريدج، 1983. (ردمك 0-521-24944-9).
- Chailand, Gérard. Armed Struggle in Africa: With the Guerrillas in "Portuguese" Guinea. New York: Monthly Review Press, 1969. (ردمك 0-85345-106-0).
- Chilcote، Ronald H. (1968). "The Political Thought of Amílcar Cabral". مجلة الدراسات الأفريقية الحديثة. ج. 6 ع. 3: 373–388. JSTOR:159305.
- Dhada, Mustafah. Warriors at Work. Niwot, Colorado, USA: Colorado University Press, 1993.
- Gleijeses، Piero (1997). "The First Ambassadors: Cuba's Contribution to Guinea-Bissau's War of Independence". Journal of Latin American Studies. ج. 29 ع. 1: 45–88. DOI:10.1017/s0022216x96004646. JSTOR:158071. {{استشهاد بدورية محكمة}}: الوسيط |ref=harv غير صالح (مساعدة)
- McCollester, Charles. "The Political Thought of Amilcar Cabral." Monthly Review, 24: 10–21 (March 1973).
- Sigal, Brad. Amilcar Cabral and the Revolution in Guinea-Bissau City College of New York
- TomaÌs, AntoÌnio. O Fazedor De Utopias: Uma Biografia De AmiÌlcar Cabral. Lisboa: Tinta-da-china, 2008. Print.

## روابط خارجية
- أميلكار كابرال على موقع IMDb (الإنجليزية)
- أميلكار كابرال على موقع الموسوعة البريطانية (الإنجليزية)
- أميلكار كابرال على موقع مونزينجر (الألمانية)
- أميلكار كابرال على موقع ميوزك برينز (الإنجليزية)
- "The Weapon of Theory", a speech at the Tricontinental Conference in Havana, 1966
- Encyclopædia Britannica Amilcar Cabral
- "National Liberation and Culture", a speech at Syracuse University in 1970
- The African Activist Archive Project website has documents, posters, buttons, and photographs related to the struggle for independence in Guinea-Bissau and support for that struggle by U.S. organizations. The website includes photographs of Cabral.
- Works at Marxists.org
- "The Revolution in Guinea-Bissau and the Heritage of Amilcar Cabral" from Africa in Struggle, by Daniel Fogel
- Review of Amilcar Cabral's Unity & Struggle by John Newsinger in International Socialism, 12 (1981).